# Ong Poh Lim

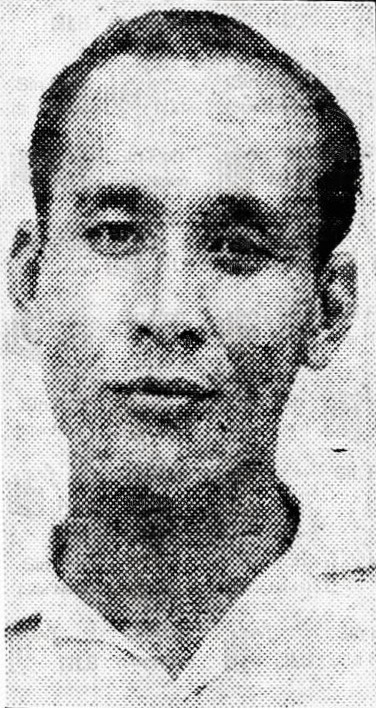
Ong Poh Lim 1952

Ong Poh Lim (* 18. November 1921 in Kuching; † 17. April 2003 in Singapur) war ein Badmintonspieler aus Singapur. Lim war einer der bedeutendsten Badmintonspieler der 1950er Jahre.

## Karriere
Ong Poh Lim gewann mit dem malaysischen Team die Erstauflage der Weltmeisterschaft für Männermannschaften, den Thomas Cup, in der Saison 1948/49.
Zum Finale begab er sich mit seinen sieben Mannschaftskameraden Chan Kon Leong, Law Teik Hock, Teoh Seng Khoon, Ooi Teik Hock, Yeoh Teck Chye, Lim Kee Fong, Wong Peng Soon und dem nichtspielenden Kapitän Lim Chuan Geok im Dezember 1948 auf eine 25-tägige Schiffsreise ins Vereinigte Königreich, wo die Malayen erstmals mit einem europäischen Winter konfrontiert wurden. Im Finale gegen Dänemark besiegte Ong Poh Lim Poul Holm mit 17:14 und 15:8.
1952 war Ong Poh Lim erneut Mitglied des malaysischen Thomas-Cup-Teams und steuerte drei Siege im Finale gegen die USA zur erfolgreichen Titelverteidigung bei. Drei Jahre später war er einmal mehr Stütze seiner Equipe beim dritten Erfolg Malaysias im Thomas Cup in Serie, wo er erneut drei Siege zum Gesamterfolg beisteuerte.
Auch als Einzelspieler war Ong Poh Lim überaus erfolgreich. Er gewann die All England, die Malaysia Open, die Denmark Open, die French Open, die Irish Open und die US Open.